# شركة أتاري (نيويورك)
شركة أتاري إس آيه (بالإنجليزية: Atari SA)‏ ، هي شركة أمريكية لصناعة وتطوير ألعاب الفيديو، أسست سنة 1993م تحت مسمى جي تي إنتراكتيف سوفتوير كوربيشن، حيث أنتجت عدة ألعاب ومنها سلاسل لعبة الون إن ذا دارك وتيست درايف وغيرها، تقع مقرها في مدينة نيويورك الأمريكية.